# Bizarre Love Triangle
«Bizarre Love Triangle» (рус. Странный любовный треугольник) — песня британской группы New Order, выпущенная на сингле в 1986 году. Сингл занял 56-е место в британском хит-параде; в США сингл занял 4-место в танцевальном хит-параде. В отличие от альбома Brotherhood, с которого была взята песня, на сингле представлен ремикс Шепа Петтибона, который получил массовую популярность в клубах. Роберт Лонго снял на песню свой первый видеоклип.

## Издания
UK 7-inch — FAC 163:
1. «Bizarre Love Triangle» — 3:40
2. «Bizarre Dub Triangle» — 3:23

US 7-inch — Qwest 7-28421:
1. «Bizarre Love Triangle» (Edit) — 3:36
2. «Every Little Counts» — 4:29

Australia 7-inch — FAC 163153:
1. «Bizarre Love Triangle» — 3:40
2. «State of the Nation» — 3:27

UK 12-inch — FAC 163:
1. «Bizarre Love Triangle» — 6:44
2. «Bizarre Dub Triangle» — 7:02

US 12-inch — Qwest 0-20546:
1. «Bizarre Love Triangle» — 6:41
2. «I Don’t Care» — 7:02 (на самом деле «Bizarre Dub Triangle»)
3. «State of the Nation» — 6:31
4. «Bizarre Love Triangle» — 3:43

US 1994 CD — Qwest 9 20546-2:
1. «Bizarre Love Triangle» (Album Version) — 4:20
2. «Bizarre Love Triangle» (Extended Dance Mix) — 6:44
3. «I Don’t Care» — 7:00 (на самом деле «Bizarre Dub Triangle»)
4. «State of the Nation» — 6:31
5. «Bizarre Love Triangle» (Single Remix) — 3:44